# Efecte del vol espacial en el cos humà
Els éssers humans són fisiològicament ben adaptats a la vida a la Terra. Per tant, el vol espacial té molts efectes negatius en el cos. Els efectes adversos més significatius de la ingravidesa a llarg termini són atròfia muscular i el deteriorament de l'esquelet (osteopènia espacial). Altres efectes significatius inclouen un alentiment de les funcions del sistema cardiovascular, disminució de la producció de glòbuls vermells, trastorns de l'equilibri, i un debilitament del sistema immunitari. Símptomes menors inclouen la redistribució de líquids corporals (fent l'aspecte típic de "cara de lluna plena" en les imatges dels astronautes que experimenten la ingravidesa), pèrdua de massa corporal, la congestió nasal, alteracions de la son, i l'excés de flatulències. La majoria d'aquests efectes es comencen a revertir ràpidament al seu retorn a la Terra.
Els problemes d'enginyeria associats amb l'abandonament de la Terra i el desenvolupament de sistemes de propulsió espacial s'han examinat en més d'un segle, i milions d'hores d'investigació dedicades. En anys recents hi ha hagut un augment en la investigació sobre la qüestió de com els éssers humans poden sobreviure i funcionar en l'espai durant llargs períodes i possiblement indefinits de temps. Aquesta pregunta requereix l'aportació de les ciències físiques i biològiques i s'ha convertit en el major desafiament (que no sigui el finançament) davant l'exploració espacial humana. Un pas fonamental en la superació d'aquest repte és tractar d'entendre els efectes i l'impacte dels viatges espacials de llarga durada en el cos humà.

## L'estudi dels efectes de l'espai en la fisiologia humana
La medicina espacial és una pràctica medicinal en desenvolupament que estudia la salut dels astronautes que viuen en l'espai exterior. L'objectiu principal d'aquesta activitat acadèmica és descobrir com i durant quant de temps les persones poden sobreviure a les condicions extremes en l'espai, i la rapidesa amb què pot tornar-se a adaptar a l'ambient de la Terra després de tornar des de l'espai. La medicina espacial també busca desenvolupar mesures preventives i pal·liatives per alleujar el patiment causat per viure en un entorn en què els éssers humans no estan ben adaptats.

## Llista dels efectes de l'espai en la fisiologia humana
Moltes de les condicions de l'entorn experimentades pels éssers humans durant el vol espacial són molt diferents d'aquelles en què els éssers humans van evolucionar, però, la tecnologia és capaç de protegir els individus de les condicions més severes, com ara l'oferta per una nau o un vestit espacial. Les necessitats immediates per l'aire respirable i l'aigua potable són tractades per un sistema de suport de vida, un grup de dispositius que permeten als éssers humans per sobreviure a l'espai exterior. Els elements bàsics en el sistema de suport de vida són l'aire, l'aigua i el menjar. També ha de mantenir la temperatura i la pressió dins de límits acceptables i tractar amb els productes del rebuig del cos. El blindatge contra les influències nocives externes com la radiació i els micrometeorits també són necessàries.
Per descomptat, no és possible eliminar tots els riscos, el factor més important que afecta el benestar físic humà a l'espai és la ingravidesa, més exactament es defineix com a microgravetat. Viure en aquest tipus d'ambient afecta el cos de tres maneres importants: la pèrdua de propriocepció, canvis en la distribució de fluid, i el deteriorament de l'aparell locomotor.

### L'exposició directa a les condicions extremes de l'espai
L'entorn espacial és letal sense protecció apropiada: la major amenaça al buit de l'espai es deriva de la manca d'oxigen i la pressió, tot i que la temperatura i la radiació també plantegen riscos.

#### El buit de l'espai

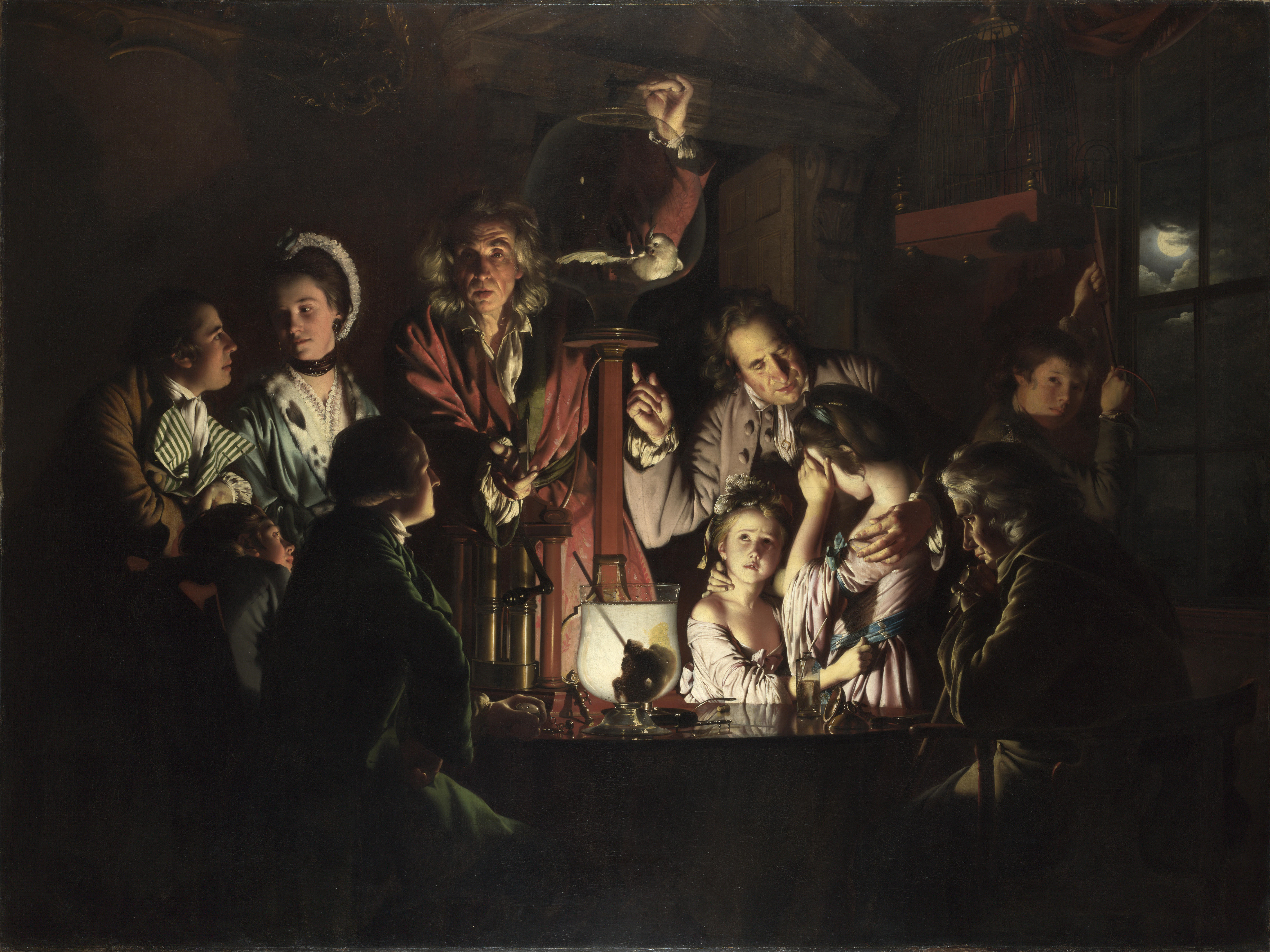
Aquest quadre, Experiment amb un ocell en una bomba d'aire descriu un experiment realitzat per Robert Boyle el 1660 per provar l'efecte d'un buit en un sistema viu.

La fisiologia dels éssers humans estan adaptats per estar dins de l'atmosfera de la Terra, i una certa quantitat d'oxigen és necessària per a l'aire que respirem. La concentració mínima, o Pressió parcial, d'oxigen que es pot tolerar és 16 kPa (0.16 bar). Per sota d'aquest, l'astronauta està en risc de perdre el coneixement i morir d'hipòxia. En el buit de l'espai, l'intercanvi de gasos en els pulmons continua de forma normal però resulta en l'eliminació de tots els gasos, incloent l'oxigen, de la circulació sanguínia. Després de 9 a 12 segons, la sang desoxigenada arriba al cervell, i es provoca una pèrdua de consciència. La mort a poc a poc se seguiria després de dos minuts d'exposició, encara que els límits absoluts són incerts.
Els éssers humans i altres animals exposats al buit perden la consciència després d'uns segons i moren d'hipòxia en qüestió de minuts, però els símptomes no són tan gràfics com les imatges en què els mitjans de comunicació al públic suggereixen. La sang i altres fluids corporals bullen quan la pressió cau per sota de 6,3 kPa (47 Torr), la pressió de vapor d'aigua a la temperatura corporal. Aquesta condició s'anomena ebullició El vapor pot inflar el cos al doble de la seva mida normal i la circulació s'alenteix, però els teixits són elàstics i prou purosos per evitar la ruptura. Aquest efecte és frenat per la contenció de la pressió dels vasos sanguinis, de manera que una mica de sang roman en estat líquid. La inflor i l'ebullició aèria es pot reduir amb la contenció en una vestit de vol. Els astronautes del Transbordador Espacial portaven un vestit ajustat elàstic anomenat Crew Altitude Protection Suit (CAPS) que va impedir aquests efectes a pressions tan baixes de fins a 2 kPa (15 Torr). Els vestits espacials són necessaris per evitar l'ebullició per sobre dels 19 km. La majoria dels vestits espacials utilitzen 20 kPa (150 Torr) d'oxigen pur, suficient per mantenir la plena consciència. Aquesta pressió és prou alta per evitar l'efecte, però fàcilment es pot evaporar la sang, o dels gasos dissolts a la sang, encara pot causar síndrome de descompressió i embòlies gaseoses si no es controlen.
Una exposició a curt termini a un buit de fins a 30 segons és poc probable que causi dany físic permanent. Els experiments amb animals mostren que la recuperació ràpida i completa és normal per les exposicions de menys de 90 segons, mentre que més temps la majoria de les exposicions són fatals i la reanimació mai ha tingut èxit. Hi ha només una quantitat limitada de dades disponibles d'accidents humans, però és consistent amb les dades en animals. Les extremitats poden estar exposades durant molt més temps si la respiració no es veu afectada. La descompressió ràpida pot ser molt més perillosa que l'exposició al buit. Fins i tot si la víctima no contén la respiració, la ventilació a través de la tràquea pot ser massa lenta per evitar la ruptura fatal dels delicats alvèols dels pulmons. Els timpans i els pits poden ser trencats per una ràpida descompressió, els teixits tous s'inflamen i la sang s'hi filtra, i la tensió de xoc accelera el consum d'oxigen, el que condueix a la hipòxia. Les lesions causades per descompressió ràpida s'anomenen barotraumes, i són ben coneguts pels accidents de submarinisme. Una caiguda de pressió tan petita com 100 Torr (13 kPa), que no produeix símptomes si és gradual, pot ser fatal si es produeix sobtadament.
La major part de la informació coneguda sobre la manera de com reacciona el cos humà es deuen a la descompressió accidental, sobretot en projectes experimentals de vols espacials. Un d'aquests casos es tracta d'un informe tècnic de la NASA: Rapid (Explosive) Decompression Emergencies in Pressure-Suited Subjects:
"Al Manned Spacecraft Center de la NASA (ara amb nom de Johnson Space Center) vam tenir un subjecte de prova en contacte accidentalment amb un buit prop (menys d'1 psi) [7 kPa] en un incident amb una fuita del vestit espacial en una cambra de buit a finals de 1965. Es va mantenir conscient durant aproximadament 14 segons, que és aproximadament el temps que triga l'O₂ privats sang per anar des dels pulmons fins al cervell. El vestit probablement no va arribar a un alt buit, i vam començar a pressuritzar la cambra d'un termini de 15 segons. El subjecte va recobrar el coneixement al voltant de 15.000 peus [4600 m] d'altitud equivalent. El subjecte va informar més tard que podia sentir l'aire escapant-se, i va perdre la seva memòria conscient quan l'aigua en la seva llengua va començar a bullir."
S'ha produït un incident registrat de mort per descompressió en els vols espacials, l'accident de descompressió del Soiuz 11 el 1971, el que va resultar la mort dels tres cosmonautes a bord.

#### Les variacions extremes de temperatura
En el buit, no hi ha cap mitjà per eliminar la calor del cos per conducció o convecció. La pèrdua de calor és per la radiació a 310 K, de la temperatura d'una persona a 3 K en l'espai exterior. Aquest és un procés lent, especialment en una persona vestida, de manera que no hi ha perill de congelació immediatament. El refredament evaporatiu ràpid d'humitat de la pell en el buit pot crear gebre, particularment a la boca, però això no és un perill significatiu.
L'exposició a la intensa radiació de la llum solar directa i sense filtrar, conduiria a un escalfament local, però, que és probable que es distribueix per la conductivitat del cos i la circulació de la sang. Una altra radiació solar, en particular la dels raigos ultraviolats, pot causar cremades greus en pocs segons.

#### L'augment dels nivells de radiació
Sense la protecció dels astronautes de l'atmosfera i magnetosfera terrestre estarien exposats a alts nivells de radiació. Un any en òrbita terrestre baixa resulta en una dosi de radiació de 10 vegades la de la dosi anual a la terra. Els alts nivells de danys per radiació als limfòcits, cèl·lules fortament involucrades en el manteniment del sistema immunitari; aquest dany contribueix a la baixa immunitat experimentada pels astronautes. La radiació ha estat també recentment vinculada a una major incidència de cataractes en astronautes. Fora de la protecció de l'òrbita terrestre baixa, els raigs còsmics galàctics presenten desafiaments addicionals per als vols espacials tripulats, com l'amenaça per a la salut dels raigs còsmics augmenten considerablement les possibilitats de càncer de més d'una dècada o més d'exposició. Els esdeveniments d'erupcions solars (tot i que poc freqüents) poden donar una dosi de radiació mortal en qüestió de minuts. Es pensa que el blindatge i fàrmacs protectors en última instància poden reduir els riscos a un nivell acceptable.
La tripulació que viu a l'Estació Espacial Internacional (ISS) estan parcialment protegits del medi ambient espacial gràcies als camps magnètics de la Terra, ja que la magnetosfera desvia el vent solar al voltant de la Terra i l'EEI. No obstant això, les flamarades solars són prou potents com per deformar i penetrar les defenses magnètiques, de manera que segueixen sent un perill per a la tripulació. La tripulació de l'Expedition 10 es van refugiar com a mesura de precaució en l'any 2005 en una zona més fortament blindada de l'estació dissenyada per a aquest propòsit. No obstant això, més enllà de la protecció limitada de la magnetosfera terrestre, les missions interplanetàries tripulades són molt més vulnerables. En Lawrence Townsend de la Universitat de Tennessee i altres van estudiar la fulguració solar més potent mai registrada. Les dosis de radiació que podrien rebre els astronautes d'un brot d'aquesta magnitud podria causar malalties de radiació agudes i possiblement la mort.
Existeix la preocupació científica que el vol espacial prolongat podria retardar la capacitat del cos per protegir-se contra les malalties. La radiació pot penetrar el teixit viu i causar tant de mal a curt i llarg termini de les cèl·lules mare de la medul·la òssia que creen la sang i el sistema immunològic. En particular, pot causar 'aberracions als cromosomes' en els limfòcits. Com que aquestes cèl·lules són capdals per al sistema immunitari, qualsevol dany debilita el sistema immunològic, el que significa, a més d'una major vulnerabilitat en properes exposicions, els viruss que ja són presents en el cos s'activen. A l'espai, els limfòcits T (una forma de limfòcits) són menys capaços de reproduir-se adequadament, i les cèl·lules T que es reprodueixen són menys capaces de combatre les infeccions. Amb el temps els resultats de la immunodeficiència en la ràpida propagació de la infecció entre els membres de la tripulació, especialment en les àrees confinades dels sistemes de vol espacial.

La radiació també s'ha relacionat amb una major incidència de cataractes en els astronautes. El cosmonauta soviètic Valentín Lébedev, que va passar 221 dies en òrbita el 1982 (un rècord absolut de permanència en òrbita de la Terra), va perdre la vista per les cataractes progressives. Lébedev va declarar el següent: "Jo vaig patir d'una gran quantitat de radiació a l'espai. Es va ocultar tot per aquell temps, durant els anys soviètics, però ara puc dir que va causar mal a la meva salut a causa d'aquell vol."

### Els efectes de la ingravidesa

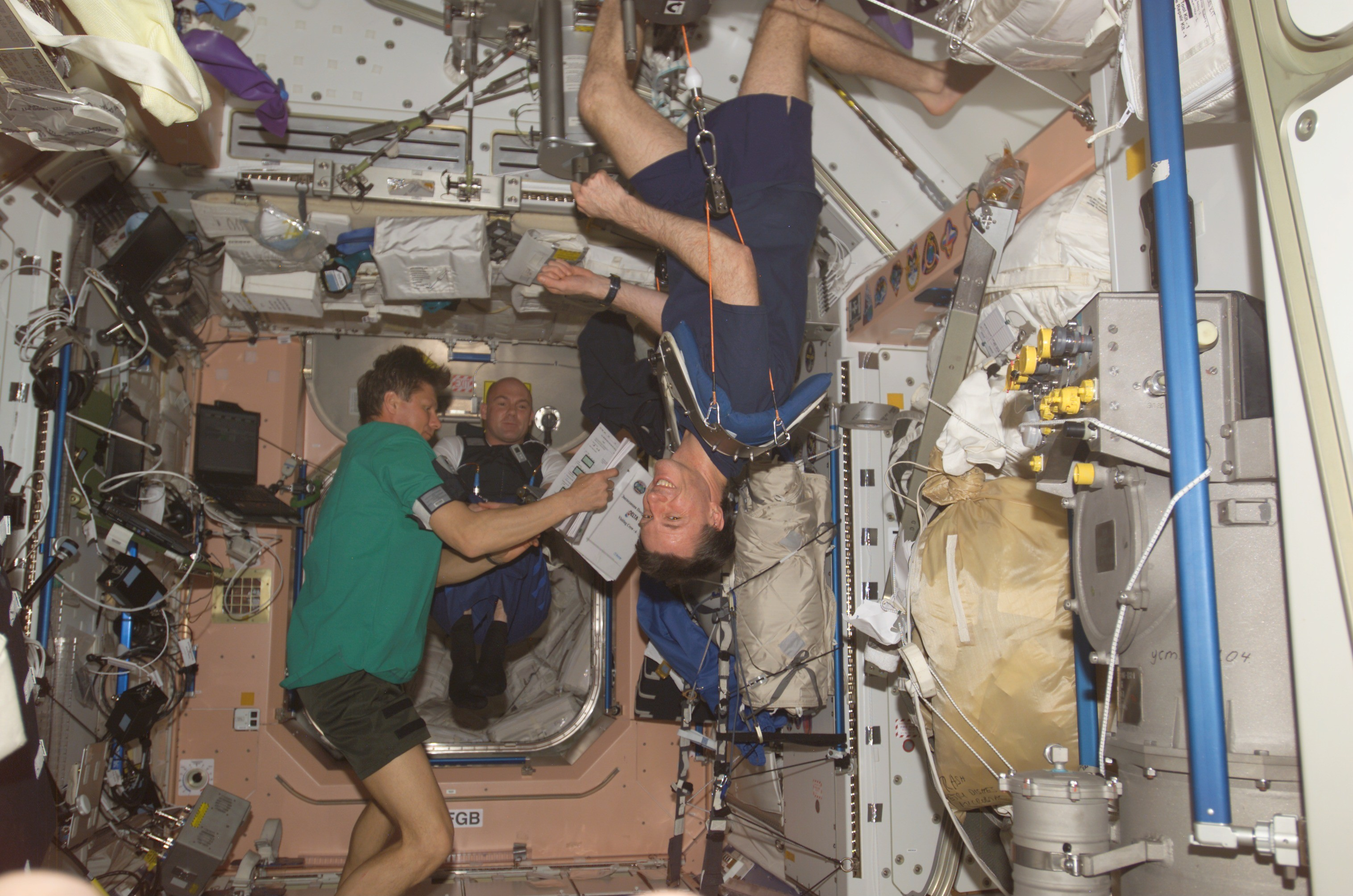
Astronautes a l'EEI en condicions d'ingravidesa. Michael Foale es pot veure en primer pla fent exercici.

Després de l'aparició de les estacions espacials que pot ser habitat per llargs períodes, l'exposició a la ingravidesa, s'ha demostrat que té efectes nocius sobre la salut humana. Els éssers humans estan ben adaptats a les condicions físiques en la superfície de la terra, i així en resposta a la ingravidesa, diversos sistemes fisiològics comencen a canviar, i en alguns casos, s'atrofien. Tot i que aquests canvis són temporals, alguns tenen un impacte a llarg termini sobre la salut humana.
L'exposició breu de la microgravetat pot provocar la síndrome d'adaptació a l'espai, una nàusea autolimitada causada per l'alteració del sistema vestibular. L'exposició perllongada provoca múltiples problemes de salut, una de les pèrdues més significatives és la de massa òssia i muscular. Amb el temps, aquests efectes de descondicionament pot perjudicar el rendiment dels astronautes, augmentar el risc de lesions, reduir la seva capacitat aeròbica, i disminuir el seu sistema cardiovascular. Com que el cos humà es compon principalment de fluids, la gravetat tendeix a forçar la meitat inferior del cos, tot i que els nostres cossos tenen molts sistemes per equilibrar aquesta situació. Quan s'allibera de la força de la gravetat, aquests sistemes segueixen treballant, causant una redistribució de fluids a la meitat superior del cos. Aquesta és la causa de la cara rodona 'inflor' vist en els astronautes. La redistribució de fluids al voltant del propi cos provoca trastorns de l'equilibri, visió distorsionada, i una pèrdua del gust i de l'olfacte.

#### Mareig del viatger

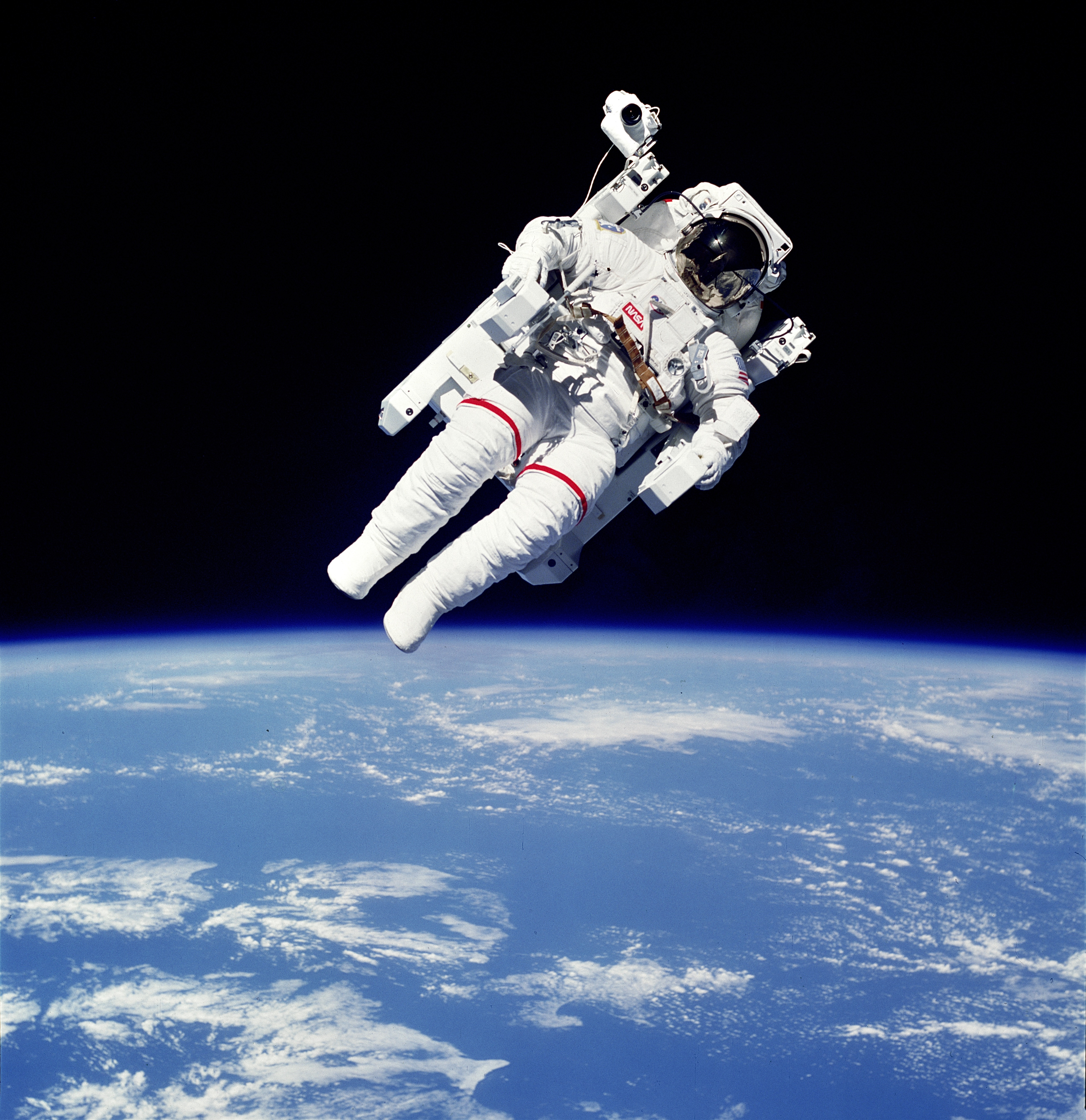
Bruce McCandless surant en òrbita amb un vestit espacial i una Unitat de Maniobra Tripulada.

El problema més comú experimentat pels éssers humans en les primeres hores d'ingravidesa es coneix com la síndrome d'adaptació a l'espai o SAS, comunament conegut com a malaltia de l'espai. Es relaciona amb el mareig, i sorgeix quan el sistema vestibular s'adapta a la ingravidesa. Els símptomes dels SAS inclouen nàusea i vòmit, vertigen, mal de cap, fatiga muscular, i malestar general. El primer cas de SAS va ser informat pel cosmonauta Gherman Titov el 1961. Des de llavors, aproximadament el 45% de totes les persones que han volat en l'espai han patit d'aquesta condició. La durada de la malaltia varia en l'espai, però poques vegades ha durat més de 72 hores, després que el cos s'adapti al nou entorn.
A la Terra, el nostre cos reacciona automàticament a la gravetat, mantenint alhora la postura i la locomoció en un món a la baixa tracció. En ambients de microgravetat, aquests senyals constants estan absents: els òrgans otòlits a l'orella interna són sensibles a l'acceleració lineal i ja no es percep una tendència a la baixa, els músculs ja no estan obligats a contractar-se per mantenir la postura, i els receptors de pressió en els peus i els turmells ja no indiquen la direcció de "avall". Aquests canvis immediatament poden donar lloc a il·lusions visuals d'orientació on l'astronauta sent que s'ha invertit 180 graus. Més de la meitat dels astronautes també experimenten símptomes de cinetosi durant els primers tres dies de viatge pel conflicte entre el que el cos espera i el que el cos percep realment. Amb el temps però, el cervell s'adapta i encara que aquestes il·lusions encara poden continuar, la majoria dels astronautes comencen a notar que estan "cap per avall". Les persones que tornen a la Terra després de llargs períodes d'ingravidesa han de reajustar-se a la força de gravetat i poden tenir problemes de peu, centrant la seva mirada, caminar i girar. Això és només un problema inicial, ja que es poden recuperar aquestes habilitats ràpidament.
La NASA, de manera graciosa mesura els SAS utilitzant "l'escala de Garn", del Senador dels Estats Units Jake Garn, la síndrome dels quals durant la missió STS-51-D va ser la pitjor de la història. En conseqüència, un "Garn" és equivalent al cas més greu possible de la malaltia de l'espai. Mitjançant l'estudi de com els canvis poden afectar l'equilibri en el cos humà, la participació dels sentits, el cervell, l'oïda interna i la pressió arterial, la NASA espera poder desenvolupar tractaments que es poden utilitzar en la Terra i en l'espai per corregir trastorns de l'equilibri. Fins llavors, els astronautes depenen de medicaments, com ara midodrina i dimenhidrinat per paliar les nàusees, segons sigui necessari (per exemple, quan s'usen els vestits espacials, perquè el vòmit en un vestit d'aquest tipus podria ser fatal).

#### La pèrdua de massa òssia i muscular

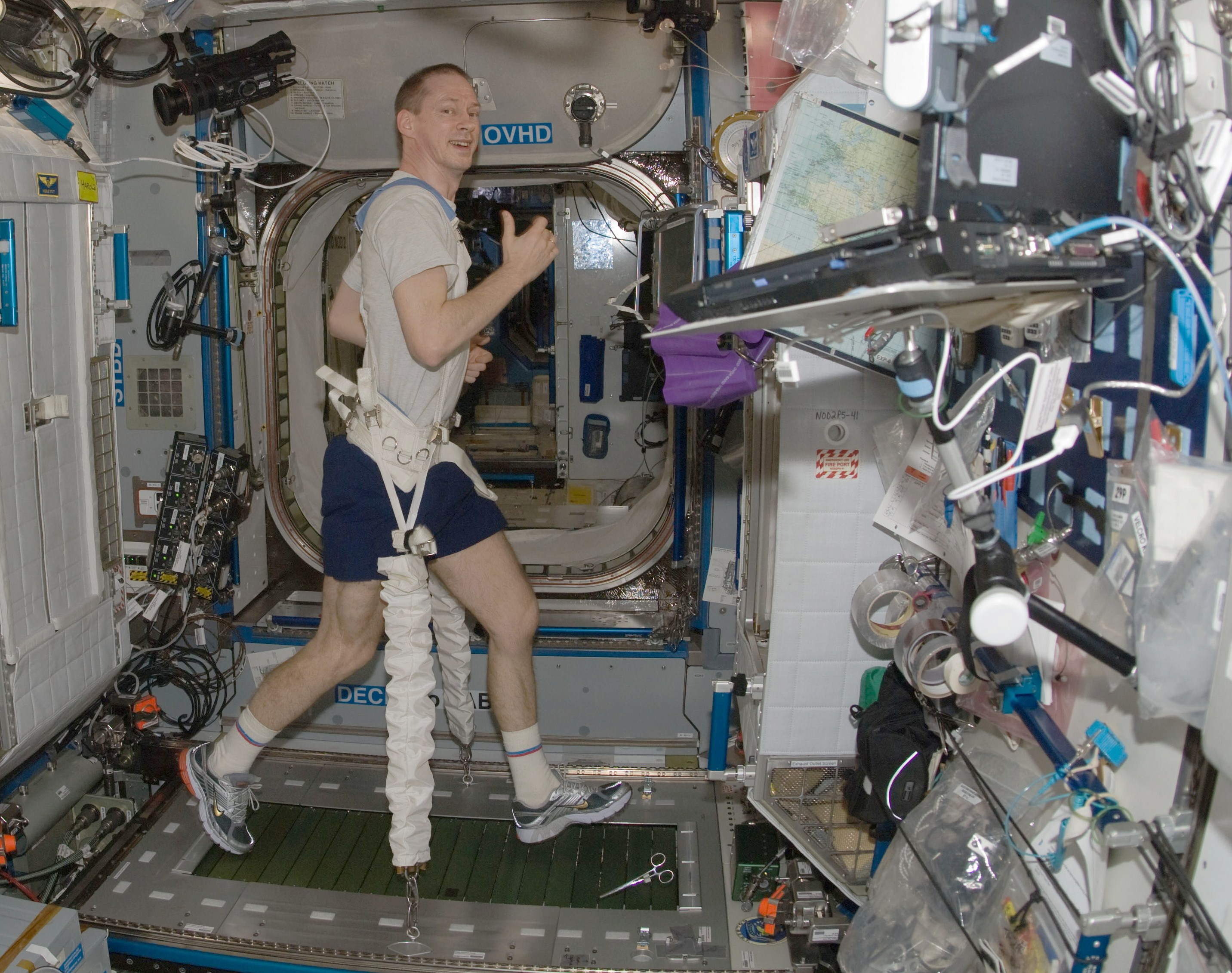
A bord de l'Estació Espacial Internacional, l'astronauta Frank De Winne està unit al cinta T2 amb cordes elàstiques

Un efecte important d'ingravidesa a llarg termini implica la pèrdua de massa òssia i muscular. Sense els efectes de la gravetat, el múscul esquelètic Ja no és necessari per mantenir la postura i els grups musculars utilitzats en moure's en un ambient sense gravetat difereixen de les requerides en la locomoció terrestre. En un ambient sense gravetat, els astronautes posen gairebé cap pes sobre els músculs de l'esquena o de les cames utilitzats per posar-se drets. Els músculs llavors comencen a afeblir-se i, finalment, es fan més petits. En conseqüència alguns músculs s'atrofien ràpidament, i els astronautes poden perdre fins al 25% de la seva massa muscular en els vols llargs. Els nivells de fibra muscular prominents en els músculs també varien. Les fibres lentes de resistència que s'utilitzen per mantenir la postura són reemplaçades per fibres de contracció ràpida que són insuficients per a qualsevol treball pesat. Els avenços en la investigació sobre l'exercici, els suplements hormonals i els medicaments poden ajudar a mantenir la massa muscular i la massa corporal.
El metabolisme dels ossos també canvia. Normalment, l'os té previst una tensió mecànica, però, en un ambient de microgravetat aquesta tensió mecànica és insuficient. Això resulta en una pèrdua de teixit ossi d'aproximadament l'1,5% per mes especialment en les vèrtebres inferiors, el maluc i el fèmur. Els elevats nivells de calci en la sang a partir de l'os resultant en la calcificació perillosa dels teixits tous i la formació potencial de litiasi renal. Encara no se sap si l'os es recupera completament. A diferència de les persones amb osteoporosi, els astronautes finalment recuperen la seva densitat òssia. Després d'un viatge de 3-4 mesos a l'espai, es triga uns 2-3 anys per recuperar la densitat òssia perduda. Les noves tècniques que s'estan desenvolupant serviran per ajudar els astronautes a recuperar-se més ràpid. La investigació sobre la dieta, l'exercici i la medicació pot tenir un paper potencial d'ajudar en el procés del creixement de l'os nou.
Per evitar alguns d'aquests efectes fisiològics adversos, l'EEI està equipada amb dues màquines de córrer (incloent la COLBERT), i la aRED (advanced Resistive Exercise Device), que permeten diversos exercicis d'aixecament de peses que se afegeixen múscul però no fan res per la densitat òssia, i una bicicleta estacionària, cada astronauta passa almenys dues hores al dia fent exercici en l'equip. Els astronautes utilitzen cables de subjecció a la cinta de córrer. Els astronautes sotmesos a llargs períodes d'ingravidesa utilitzen pantalons elàstics units entre cintura i els punys per comprimir els ossos de les cames i reduir l'osteopènia.

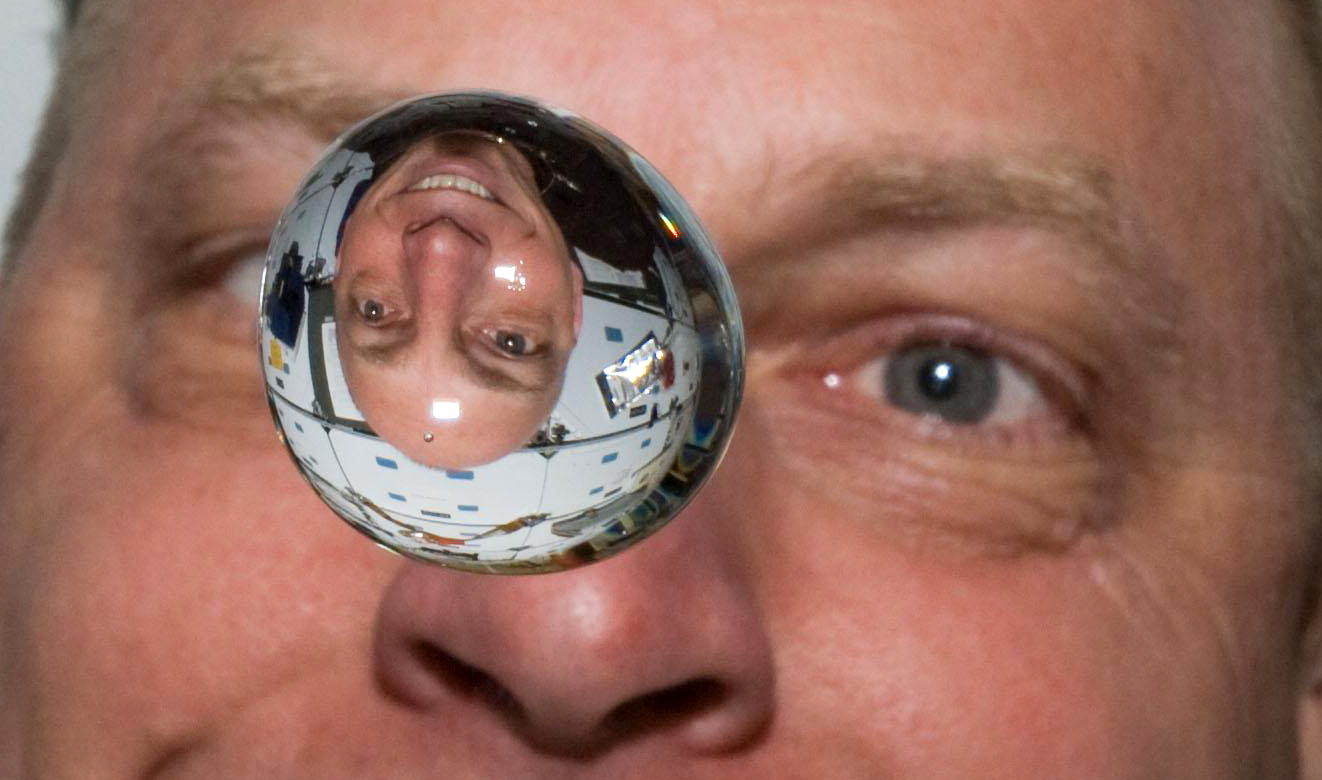
L'astronauta Clayton Anderson amb una bombolla d'aigua flotant en la Discovery. La cohesió de l'aigua té un paper més important en microgravetat que a la Terra

#### Redistribució de fluids

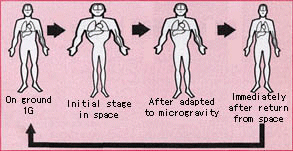
Els efectes de la microgravetat en la distribució de fluid al voltant del cos (molt exagerat).

El segon efecte de la ingravidesa té lloc en els fluids humans. El cos es compon el 60% d'aigua, en gran part intravascular i intracel·lular. En un moment d'entrar en un ambient de microgravetat, el líquid es redistribueix immediatament a la part superior del cos que resulta en la inflada de les venes del coll, la cara i els pits, i una congestió nasal que pot durar tota la durada del viatge i és molt semblant als símptomes del refredat comú. A l'espai, les reaccions autonòmiques del cos per mantenir la pressió arterial no són necessàries i el líquid es distribueix més àmpliament per tot el cos. Això resulta en una disminució del volum del plasma sanguini (aigua en el corrent de la sang) al voltant del 20%. Aquests desplaçaments de fluids inicien una cascada d'efectes sistèmics adaptables que poden ser perillosos al seu retorn a la terra. La intolerància ortostàtica resulta en els astronautes que tornen a la Terra després de les missions espacials prollongades no poden estar drets sense ajuda durant més de 10 minuts a una hora sense desmaiar-se. Això és degut en part als canvis en la regulació autonòmica de la pressió arterial i la pèrdua del volum de plasma. Encara que aquest efecte s'agreuja amb més temps de permanència en l'espai, fins ara tots els individus han tornat a la normalitat dins de la majoria de les poques setmanes d'aterratge.
A l'espai, els astronautes perden volum, incloent una pèrdua de fluids fins a un 22% del seu volum sanguini. Com que hi ha menys sang bombada, s'atrofia el cor. Un cor afeblit resulta en una pressió arterial més baixa i es pot produir un problema amb la "tolerància ortostàtica", o la capacitat del cos per enviar suficient oxigen al cervell sense desmai de l'astronauta o marejar-se. Sota els efectes de la gravetat de la terra, la sang i altres fluids corporals són atrets cap a la part inferior del cos. Durant l'absència de gravetat durant l'exploració espacial, la sang tendeix a acumular-se en la part superior del cos, el que resulta en un edema facial i altres efectes secundaris no desitjats. En tornar a la terra, la sang comença a acumular-se en les extremitats inferiors altre cop, que produeix una hipotensió ortostàtica."

#### L'alteració de la visió
A causa de la ingravidesa augmenta la quantitat de líquid a la part superior del cos, els astronautes experimenten una major pressió intracranial. Això sembla augmentar la pressió sobre les espatlles dels globus oculars, que afecta a la seva forma i lleugerament aixafar el nervi òptic. Aquest efecte es va observar el 2012 en un estudi amb escanejos de MRI als astronautes que havien tornat a la Terra després d'almenys un mes a l'espai. Aquest tipus de problemes a la vista pot ser una preocupació important per les futures missions de viatge en espai profund, incloent una possible missió tripulada al planeta Mart.

#### L'alteració del gust
Un dels efectes de la ingravidesa en els éssers humans és que alguns astronautes informen d'un canvi en el sentit del gust quan són a l'espai. Alguns astronautes descobreixen que el seu menjar és insípid, altres troben que els seus menjars favorits ja no saben tan bé, i alguns astronautes gaudeixen de menjar certs aliments que normalment no mengen. La raó és incerta, i s'han proposat diverses teories, incloent la congestió nasal, la degradació dels aliments i canvis psicològics com el tedi. Els astronautes solen triar aliments de sabor fort per combatre la pèrdua del gust.

#### Altres efectes físics
Durant el vol espacial, les persones pateixen un augment de flatulències - això és probablement a causa de la relaxació general dels músculs en un ambient de microgravetat. Després de dos mesos, es produeixen calls a les plantes dels peus deixant anar mudes i cauen per falta d'ús, deixant la pell tova. La part superior dels peus, per contra, es converteix en crua i sensible dolorosament. Altres molèsties físiques com el mal d'esquena i abdominal són experimentats comunament sense una causa clara. Aquests poden ser part de la síndrome de l'astenització informades per cosmonautes vivint a l'espai durant un període prolongat de temps, però considerada com a anecdòtica pels astronautes. Les preocupacions de fatiga, apatia, i psicosomàtica són també part de la síndrome. Les dades no són concloents, però la síndrome no sembla existir com una manifestació d'estrès interna i externa en tots els membres de l'equip a l'espai.

### Els efectes psicològics dels vols espacials

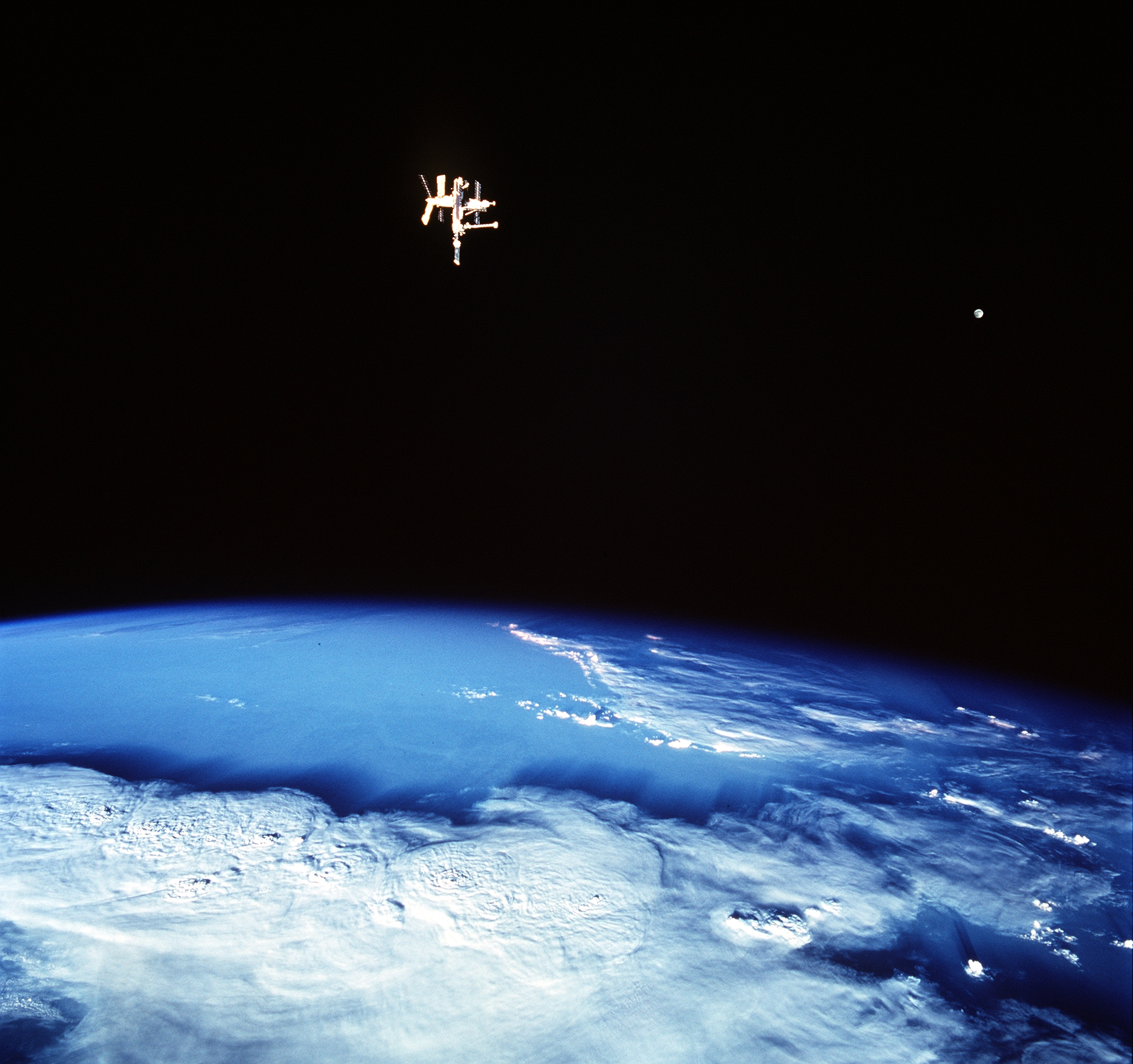
Estudis dels cosmonautes russos, com els de la Mir, proporcionen dades sobre els efectes a llarg termini de l'espai en el cos humà.

Els efectes psicològics de viure en l'espai no s'han analitzat clarament però hi ha analogies a la Terra, com ara els centres de recerca i submarins a l'Àrtida. L'enorme tensió sobre la tripulació, juntament a altres canvis ambientals que el cos ha d'adaptar, pot resultar en ansietat, insomni i depressió. Segons les dades actuals, no obstant això, els astronautes i cosmonautes semblen extremadament resistents a les tensions psicològiques. Els problemes interpersonals poden tenir una enorme influència en el benestar humà i no obstant això, hi ha poca investigació que s'hagi compromès a examinar els corresponents procediments de selecció de la tripulació. la Mars Arctic Research Station i la Mars Desert Research Station han examinat la influència dels diferents procediments de selecció de la tripulació per viure en un entorn completament aïllat i pot aportar dades importants per a la planificació de futurs vols espacials.
No hi ha hagut proves que els factors d'estrès psicosocials són alguns dels obstacles més importants per a la moral de la tripulació i rendiment òptims. El cosmonauta Valeri Riumin, dues vegades Heroi de la Unió Soviètica, va escriure en el seu diari durant un període particularment difícil a bord de l'estació espacial Salyut 6: "Totes les condicions necessàries per a l'assassinat es compleixen si elimines dos homes en una cabina que mesura 18 peus per 20 i sortir junts durant dos mesos ".
L'interès de la NASA a l'estrès psicològic va ser causat pels viatges espacials, inicialment les van estudiar quan van començar les seves missions tripulades i es va revifar quan els astronautes es van unir als cosmonautes a l'estació espacial russa Mir. Les fonts comunes d'estrès en les primeres missions americanes inclouen mantenir un alt rendiment sota l'escrutini públic, així com l'aïllament dels seus companys i familiars. A la ISS, segueix sent sovint una causa d'estrès, com quan la mare de l'astronauta de la NASA, Daniel Tani, va morir en un accident de cotxe, i quan en Michael Fincke es va veure obligat a perdre's el naixement del seu segon fill.
La quantitat i qualitat dels sons experimentat a l'espai és escàs a causa de la llum molt variable i cicles de foscor a les cobertes de vol i la il·luminació pobra durant les hores del dia a la nau espacial. Fins i tot l'hàbit de mirar per la finestra abans de dormir pot enviar missatges equivocats al cervell, donant lloc a ficticis patrons de son. Aquestes alteracions en el ritme circadiari tenen profunds efectes en les respostes neuroconductuals de la tripulació i agreugen les tensions psicològiques que ja experimenten (veure Fatiga i la pèrdua de son durant el vol espacial per a més informació). El somni és pertorbat en la ISS regularment a causa de les exigències de la missió, com ara la programació de les entrades i sortides de vehicles espacials. Els nivells de so a l'estació són inevitablement alts perquè l'atmosfera és incapaç de crear termosifons, els ventiladors estan obligats en tot moment a permetre el processament de l'atmosfera, que s'estancaria l'entorn de caiguda lliure (zero-g). El cinquanta per cent dels astronautes del transbordador espacial prenen pastilles per dormir i tot i així només obtenen dues hores o menys de son. La NASA està investigant dues àrees que poden proporcionar les claus per dormir millor a la nit, quan el son millora es redueix la fatiga i augmenta la productivitat durant el dia. Estan constantment sota discussió una varietat de mètodes per combatre aquest fenomen.
Un estudi del vol espacial més llarg va arribar a la conclusió que les tres primeres setmanes representen un període crític on l'atenció es veu afectat negativament a causa de la demanda per adaptar-se al canvi d'extrem de medi ambient. Mentre que tres tripulacions de la Skylab van romandre a l'espai 1, 2, i 3 mesos respectivament, a llarg termini, les tripulacions de la Salyut 6, Salyut 7, i l'EEI segueixen sent uns 5-6 mesos, mentre que les expedicions del MIR sovint duraven més temps. L'ambient de treball de la ISS inclou estrès addicional causat per la vida i el treball en condicions d'amuntegament de persones de cultures molt diferents que parlen idiomes diferents. La primera generació d'estacions espacials havien tripulacions que parlaven una sola llengua, mentre que les estacions de segona i tercera generació tenen una tripulació de moltes cultures que parlen molts idiomes. La ISS és única perquè els visitants no es classifiquen automàticament com a categories de 'convidats' a diferència de les estacions anteriors i les naus espacials, i no poden patir sentiments d'aïllament de la mateixa manera. Els membres de la tripulació amb experiència i coneixements solament militars amb diferència dels que tenen una formació científica o acadèmica com professors i polítics, poden tenir problemes per entendre l'argot dels altres i la visió del món.
Durant les missions llargues, els astronautes són aïllats i confinats en espais reduïts. La depressió, la febre de cabina i altres problemes psicològics poden afectar la seguretat de la tripulació i l'èxit de la missió. Els astronautes no poden tornar ràpidament a la Terra o rebre subministraments mèdics d'equip o personal si ocorre una emergència mèdica. Els astronautes hauran de dependre durant molt de temps sobre els seus limitats recursos existents i les recomanacions mèdiques de la Terra.

## Perspectives de futur

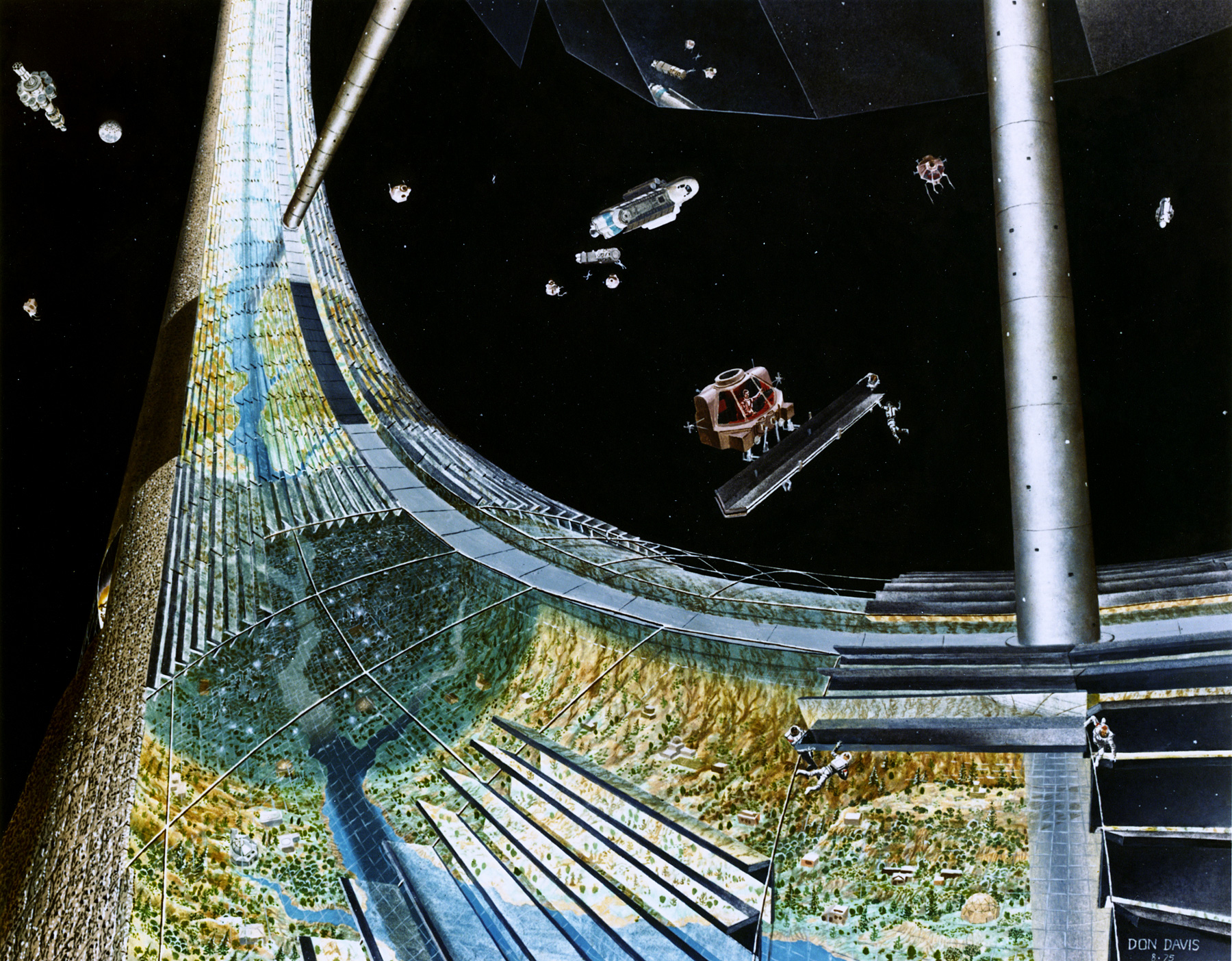
Els esforços espacials de colonització han de tenir en compte els efectes de l'espai en el cos humà

La suma de l'experiència humana ha donat lloc a l'acumulació de 58 anys solars a l'espai i una millor comprensió de com s'adapta el cos humà. En el futur, la industrialització de l'espai i l'exploració dels planetes interiors i exteriors requerirà que els éssers humans puguin suportar períodes més llargs a l'espai. La majoria de les dades actuals provenen de missions de curta durada i pel que alguns dels efectes fisiològics a llarg termini de viure a l'espai són encara desconeguts. Una anada i tornada a Mart amb la tecnologia actual s'estima que implicaria almenys 18 mesos en trànsit solar. Conèixer com el cos humà reacciona a aquest cronograma a l'espai és una part vital de la preparació per a aquests viatges. A bord d'instal·lacions mèdiques adequades per fer front a qualsevol tipus de trauma o d'emergència, així com contenir una gran varietat d'instruments de diagnòstic mèdic i amb la finalitat de mantenir una tripulació saludable durant un llarg període, ja que serien les úniques instal·lacions disponibles a bord d'una nau espacial per fer front no només a traumes o símptomes, sinó també amb les respostes d'adaptació del cos humà a l'espai.
De moment només els éssers humans que han experimentat rigorosament les condicions de l'espai. Si algun comença una colonització fora d'aquest món, moltes persones estaran exposades a aquests perills, i els efectes en la gent gran i en els molt joves són completament desconegudes. Els factors com ara els requeriments nutricionals i els entorns físics que fins ara no han estat examinats es tornen importants. En general, hi ha poques dades sobre els múltiples efectes de viure a l'espai, i això fa que els intents cap a la mitigació dels riscos durant un gran habitat a l'espai sigui difícil.
Els bancs de proves com ara la ISS són utilitzades avui per investigar alguns d'aquests riscos.
El medi ambient de l'espai és encara en gran manera desconegut, i és probable que hi hagi perills que encara siguin desconeguts. Mentrestant, les tecnologies del futur, com ara la gravetat artificial i els més complexos sistemes de suport de vida bioregeneratius algun dia poden ser capaços de mitigar alguns riscos.
Però, també poden sorgir noves idees per arribar a garantir la nostra supervivència fora del nostre planeta.
Com ara, la modificació del nostre organisme per poder tenir millor adaptació al medi i baixar les probabilitats dels efectes negatius a l'espai. Aquestes modificacions podrien ser, des de millorar les cèl·lules del cor per obtenir un batec més lent i poder regular la pressió sanguínia segons la gravetat, fins a universalitzar tècniques de clonació i reproducció assistida. Llavors, totes aquestes noves alteracions i tècniques crearien un nou concepte d'humanitat perquè aquests individus serien criats en altres mons i, pot ser, no serien Homo sapiens, però sí serien humans perquè, encara que el seu organisme estigués modificat, la seva base seria la mateixa que la nostra.
Aquest projecte, encara que pugui semblar molt car, no ho és, ja que la tecnologia tendeix a l’abaratiment. Per exemple: un ganivet, que a l'edat de bronze podia costar hores d’aconseguir, actualment es crea en pocs segons i a més a més, és més eficient. Llavors, amb els viatges a l'espai passarà el mateix. Per exemple, ara, per establir una ciutat a la Lluna ens costaria un 2% dels nostres recursos, però en pocs anys aquest percentatge podria arriba a baixar fins a un 0’2%.